# Teorema di Thomas
Con l'espressione Teorema di Thomas si indica il seguente enunciato: Se gli uomini definiscono certe situazioni come reali, esse sono reali nelle loro conseguenze, coniato nel 1928 dal sociologo statunitense William Thomas e dalla sua seconda moglie Dorothy Swaine Thomas.
Mediante questa asserzione, Thomas voleva esplicitare la capacità dei gruppi di "rendere reali" le situazioni sociali che reputano tali mediante un comportamento che si adegui a quelle situazioni. In particolare Thomas enunciò il suo "teorema" in seguito a degli studi sul rapporto esistente tra devianza e condanna sociale.
Un buon esempio di situazioni che gli uomini "definiscono reali" viene riportato dallo stesso William Thomas. In un Paese è in corso una guerra civile tra due etnie che si contendono il potere politico. La stessa guerra si riflette su una piccola isola di questo Stato. Un giorno la guerra finisce, ma non è possibile comunicare in tempi brevi la notizia alla piccola isola, dove dunque gli abitanti delle due etnie, ignorando la pace avvenuta, continueranno a combattersi tra di loro. In questo esempio gli uomini hanno "definito una situazione come reale", cioè si sono comportati come se la guerra non fosse ancora finita, ignorando la notizia, e di fatto hanno agito di conseguenza, cioè hanno continuato a combattere. 
Ma sembra ci sia una differenza importante al riguardo. Mentre nelle scienze fisiche classiche è quasi pacifica la differenza tra l'oggetto in sé e l'oggetto come percepito, nelle scienze sociali non è affatto detto che esista un mondo sociale oggettivo e un mondo sociale percepito. Ad esempio, leggi come il teorema di Thomas hanno avuto un grande successo nelle scienze sociali anche perché si attribuisce grande importanza a ciò che viene rappresentato, che costituisce il dato più importante per capire molti fenomeni sociali.

## Precisazione semantica
Nonostante il nome, il "teorema di Thomas" non è un teorema, bensì sarebbe più corretto definirlo tesi; questo perché per teorema si intende ogni osservazione che va dimostrata a partire da un'ipotesi, da cui segue logicamente una tesi da dimostrare.